# إيمي غرانت
إيمي لي غرانت (بالإنجليزية: Amy Grant)‏ (ولدت في 25 نوفمبر 1960)، مغنية وكاتبة أغاني وموسيقية وكاتبة إعلامية وممثلة أميركية. وهي معروفة بأداء الموسيقى المسيحية المعاصرة.

## وصلات خارجية
- الموقع الرسمي
- إيمي غرانت على موقع IMDb (الإنجليزية)
- إيمي غرانت على موقع ميوزك برينز (الإنجليزية)
- إيمي غرانت على موقع إن إن دي بي (الإنجليزية)
- إيمي غرانت على موقع أول ميوزيك (الإنجليزية)
- إيمي غرانت على موقع ديسكوغز (الإنجليزية)
- إيمي غرانت على موقع قاعدة بيانات الفيلم (الإنجليزية)